# یغیا موشغیان
یغیا آستواتساتوری موشغیان (ارمنی: Եղիա Աստվածատուրի Մուշեղյան؛ انگلیسی: Ełia Astuatzaturean Mušełean زادهٔ ۳۰ مهٔ ۱۶۸۸ - درگذشته ۲۹ دسامبر ۱۷۵۰)، دیپلمات، توده‌شناس اهل ارمنستان بود.

## زندگی‌نامه
همچنین با نام ایلیا کارنتسی شناخته می‌شود. در ۳۰ مهٔ ۱۶۸۸ در یک خانواده ثروتمند ارمنی در روستای کرمان در هوتورجور (نزدیک ارزروم) متولد شد. تحصیلات نیمه مذهبی را در کارین (ارزروم) کسب نمود. در آنجا به کاتولیک گروید و به مبلغان کاتولیک کمک کرد، اما خیلی زود به تجارت به عنوان حرفه مادام العمر خود روی آورد. سفرهای گسترده او به ایران، جنوب روسیه، ارمنستان، ماوراء قفقاز و اروپا؛ وی در ۲۹ دسامبر ۱۷۵۰ در سن ۶۲ سالگی درگذشت.